# Отмица у Штрпцима
Отмица у Штрпцима је назив за злочин од 27. фебруара 1993. године када су припадници српских паравојних јединица под командом Милана Лукића, отели групу путника из воза 671 на релацији Београд–Бар.
Отети путници, 18 Бошњака и један Хрват, су потом ликвидирани. Већина убијених су били држављани СР Југославије и били су углавном из Прибоја, Пријепоља, Београда и Подгорице. Међу њима је било и држављана Босне и Херцеговине. Посмртни остаци 16 путника још нису пронађени, док су посмртни остаци Ћорић Расима и Растодер Јусуфа пронађени у језеру Перућац. Некомплетни остаци трећег путника Зубчевић Халила су такође пронађени у језеру Перућац. Међу изведенима из воза је наводно био и један црнац чија је судбина непозната.
Иако је неколико директних извршилаца осуђено, још увек се не знају имена оних који су наредили и организовали овај злочин.

## Отмица
Постоје сведочанства која указују да је ова отмица била унапред припремана и да су ЖТП, МУП Србије и Војска Југославије били упознати са тим да ће "припадници Српске војске општине Рудо извршити заустављање воза и одвођење путника". Према изјавама свједока, након поласка воза из Београда, кондуктер је, у пратњи двојице полицајаца, прегледао карте, и уписивао свачије име на картама, наводно због шверца. Пруга Београд-Бар једним кратким делом пролази кроз Босну и Херцеговину, близу места Штрпци, али воз ту иначе не стаје. Како се воз ближио БиХ, полиција и војска је започела легитимисање по ходницима, одвајајући муслимане, док су остале тјерали у купее. Воз је након тога, мимо реда вожње, заустављен у Штрпцима и група цивила је изведена из воза.
Све је било као на филму. Воз је стао због црвеног сигнала на самом улазу у тунел. Отмичари су били уредно униформисани, осим једног који је имао браду и црну шубару са кокардом. Када су затражили личне карте, све је личило на рутински поступак и док нијесу почели да одводе људе изгледало је да неког конкретно траже. Било је коментара да траже њихове бјегунце, по некоме је било јасно да су циљ Муслимани. Из бифеа је у мајици кратких рукава, искочио на снијег један од путника вичући: 'Кољите балије'. Најјезивије је било то што, у ствари, није било никаквог отимања. Нико се није бунио, све се одвијало у злокобној тишини. Све то није трајало много дуже од пола сата. Зачудо, воз је наставио пут као да се ништа није десило.— Изјава једног од очевидаца
Свједочења путника указују да је између војника који су били у возу и оних који су воз зауставили у Штрпцима постојала сарадња. Према сведочењу првог осуђеног за ову отмицу, Небојше Ранисављевића, муслимани из воза су изведени како би били размењени за групу заробљених српских цивила. Отети цивили су одвезени у село Прелово код Вишеграда, где су их у фискултурној сали основне школе постројили, приликом претресања одузели новац, накит и друге вредне ствари. После тога, отети путници из воза су везани, убачени у камион, потом одведени у правцу Вишеграда и највероватније ликвидирани у једном селу недалеко од Дрине.

## Имена жртава
Жртве злочина у Штрпцима су:
1. Есад Капетановић (19),
2. Илијаз Личина (43),
3. Фехим Бакија (43),
4. Шећо Софтић (48),
5. Рифет Хусовић (26),
6. Сенад Ђечевић (16),
7. Исмет Бабачић (30),
8. Халил Зубчевић (49),
9. Адем Аломеровић (59),
10. Мухедин Ханић (27),
11. Сафет Прељевић (22),
12. Џафер Топузовић (55),
13. Расим Ћорић (40),
14. Фикрет Мемовић (40),
15. Фавзија Зековић (54),
16. Нијазим Кајевић (30),
17. Звездан Зуличић (23),
18. Јусуф Растодер (45) и
19. Тома Бузов, војни пензионер из Београда.

## Суђења
Суд у Бијелом Пољу је осудио Небојшу Ранисављевића на казну од 15 година затвора за учешће у овом ратном злочину против цивилног становништва.
Милан Лукић је осуђен од општинског суда у Београду на 20 година затвора због киднаповања и убиства 16 цивила у отмици у Сјеверини. Иако на основу валидних доказа утврђено да је он био главни актер обе отмице и ликвидације припадника бошњачке националности, њему никада није суђено за отмицу у Штрпцима. Он је пред Међународним кривичним судом за бившу Југославију, за злочине у Вишеграду осуђен на доживотну робију.
Сведок отмице у Штрпцима Душко Петровић сматра да је суд доста погрешио јер су главни организатори злочина остали са стране. Он тврди да је Војислав Шешељ један од одговорних за овај злочин, јер Милан Лукић, припадник шешељеваца "ништа није радио док му није наредио Шешељ".

## Епилог
У Пријепољу, поред старог моста на Лиму, 2009. године је откривено спомен обележје жртвама отмице. На белом мермерном камену у облику традиционалног муслиманског надгробног споменика нишана исписана је порука:
"Ко у овој земљи заборави 27. фебруар 1993. и станицу Штрпци одустао је од будућности."
Изградњу спомен комплекса финансирала је Скупштина општине Пријепоље.
У Бијелом Пољу, у фебруару 2016. постављен је споменик у облику муслиманском надгробног споменика посвећен жртвама Отмице у Штрпцима.

## Цивилно друштво
Отмицом у Штрпцима бавиле су се невладине организације Фонд за хуманитарно право, Санџачки одбор за заштиту људских права и слобода, Жене у црном, те босанскохерцеговачко Удружење за друштвена истраживања и комуникације. Координатор УДИК БиХ-а Едвин Канка Ћудић је 2014. изјавио:
Наш циљ и интерес јесте да се на београдској жељезничкој станици постави табла на којој ће писати да је са тог мјеста кренуо воз 671 јер овај злочин, који се догодио, је био плански организован злочин, гдје је била увезана и жељезница и полиција, као и војска Југославије. Воз је стао на локацији на којој никада раније није стајао".